# Дочь Иаира
Дочь Иаира — персонаж Нового Завета, дочь начальника синагоги в Капернауме, которую воскресил Иисус Христос. Событие описано в синоптических Евангелиях (Мф. 9:18-26, Мк. 5:22-43, Лк. 8:40-56).

## В Евангелиях
В евангельских повествованиях Иаир, начальник синагоги, просит Христа исцелить свою дочь, которая находится при смерти. Наиболее подробно данное событие описывает Евангелие от Марка. У Матфея рассказ о воскрешении дочери Иаира намного короче, а версия Луки схожа с повествованием Марка за исключением того, что Лука уточняет, что дочь Иаира была единственным ребёнком в семье: «была одна дочь, лет двенадцати, и та была при смерти». Иисус в сопровождении трёх ближайших учеников (Петра, Иакова и Иоанна) направляется в дом Иаира, где девочка скончалась и уже началась первая часть погребальной церемонии. Войдя в дом, Иисус произносит словосочетание «талифа́ куми́» (др.-евр. טליתא קומי‬), реконструируемое произношение — ṭalīṯā qūmī, которые возвращают девочку к жизни. В тексте Евангелия от Марка эти слова переданы в оригинальном арамейском произношении и снабжены переводом («девица, тебе говорю, встань»).